# Pain
Pain (с англ. «боль», стилизовано под маюскул) — индастриал-метал проект шведского музыканта, основателя Hypocrisy — Петера Тэгтгрена (швед. Peter Tägtgren).

## История
Петер начал писать в немного другом направлении, когда создавал альбом для Hypocrisy Abducted (примерно в 1995). Петер услышал Гоа-транс и удивился: "Оооу, послушай этот дисторшн". С того момента он пытался сделать что-то похожее. У Петера не было хороших звуков клавиатуры, и он добавлял гитары поверх всего. Он не хотел менять что-либо в Hypocrisy, поэтому решился создать отдельный проект Pain.
Первый сингл для Pain - End of The Line, который позже вошел во второй альбом Rebirth.
Источник информации из текста выше: видеоинтервью Петера .
Одноимённый дебютный альбом вышел в 1997 году. Он не был достаточно успешен, как последующие. В одном из многих интервью, Петер сказал, что в этом альбоме, по его мнению, только одна песня передала будущее направление проекта - Greed.  
Последующие альбомы были успешны во многом благодаря отдельным синглам, таким как: End of The Line, Shut Your Mouth, Eleanor Rigby, Same Old Song, и т.д.
Альбом Nothing Remains the Same (2002) стал самым успешным для Pain на сегодняшний день. Кавер-версия песни The Beatles Eleanor Rigby, а также запоминающаяся мелодия Shut Your Mouth привлекли большое внимание. В январе 2025 будет выпущен ремастер альбома. 
Альбом Dancing with the Dead  вышел 21 марта 2005 и также стал одним из самых успешных. Тематически он был посвящен околосмертному опыту Тэгтгрена. Изначально Петер хотел назвать альбом "Life is Overrated" (с англ. "Жизнь переоценена"), но звукозаписывающей компании это не понравилось. "На этот раз музыка гораздо более ориентирована на гитару и больше склоняется к настоящему хэви-металу." - Петер об альбоме.  В январе 2025 будет выпущен ремастер альбома. 
Следующим был альбом Psalms of Extinction. Он вышел 5 мая 2007 года, на песню Zombie Slam был снят клип. Рецензент сайта Allmusic оценил Psalms Of Extinction как более искренний и интересный, чем предыдущие записи Pain, а также отметил развитие стиля. 
22 февраля 2008 года, накануне выступления с Nightwish, Тэгтгрен, Йохан Хусгафвел и Дэвид Валлин подверглись жестокому нападению в Лейпциге. Тэгтгрену наложили около 10 швов на лице. 
31 октября 2008 года вышел альбом Cynic Paradise. Анетт Олзон, которая в то время еще была певицей Nightwish, исполнила вокал в песнях Follow Me и Feed Us. Затем в 2011 году был выпущен альбом You Only Live Twice, а в 2012 году — концертный альбом We Come in Peace.
9 сентября 2016 года был выпущен альбом Coming Home. Call Me - один из треков альбома, фит с Йоакимом Броденом, является одним из самых популярных песен Pain на Spotify. Альбом мог выйти раньше, но Петер был занят проектом Lindemann.
17 мая 2024 года вышел альбом I Am, который собрал в себе старые синглы My Angel, Party in My Head и Revolution. В альбоме Петер собрал мысли о предательствах, выпустил песню о солидарностью с людьми, больными раком.

## Дискография
| СТУДИЙНЫЕ АЛЬБОМЫ                                                                   | СТУДИЙНЫЕ АЛЬБОМЫ                                                              | СТУДИЙНЫЕ АЛЬБОМЫ      | СТУДИЙНЫЕ АЛЬБОМЫ      | СТУДИЙНЫЕ АЛЬБОМЫ      | СТУДИЙНЫЕ АЛЬБОМЫ      | СТУДИЙНЫЕ АЛЬБОМЫ      | СТУДИЙНЫЕ АЛЬБОМЫ      | СТУДИЙНЫЕ АЛЬБОМЫ |
| Название                                                                            | Информация                                                                     | Высшая позиция в чарте | Высшая позиция в чарте | Высшая позиция в чарте | Высшая позиция в чарте | Высшая позиция в чарте | Высшая позиция в чарте | Награды           |
| Название                                                                            | Информация                                                                     | Швеция                 | Финляндия              | Франция                | Австрия                | Швейцария              | Германия               | Награды           |
| ----------------------------------------------------------------------------------- | ------------------------------------------------------------------------------ | ---------------------- | ---------------------- | ---------------------- | ---------------------- | ---------------------- | ---------------------- | ----------------- |
| Pain                                                                                | - Выпущен: 11 февраля 1997 - Лэйбл: Nuclear Blast - Формат: CD, CS             | —                      | —                      | —                      | —                      | —                      | —                      |                   |
| Rebirth                                                                             | - Выпущен: 1999 - Лэйбл: Stockholm Records - Формат: CD, CS                    | 21                     | —                      | —                      | —                      | —                      | —                      |                   |
| Nothing Remains the Same                                                            | - Выпущен: 15 июля 2002 - Лэйбл: Stockholm Records - Формат: CD, CS            | 6                      | —                      | —                      | 75                     | —                      | —                      | - SWE: Золотой    |
| Dancing with the Dead                                                               | - Выпущен: 21 марта 2005 - Лэйбл: Stockholm Records - Формат: CD, CD+DVD       | 3                      | 16                     | —                      | —                      | —                      | —                      |                   |
| Psalms of Extinction                                                                | - Выпущен: 23 апреля 2007 - Лэйбл: Roadrunner Records - Формат: CD             | 21                     | 21                     | 165                    | —                      | —                      | 93                     |                   |
| Cynic Paradise                                                                      | - Выпущен: 31 октября 2008 - Лэйбл: Nuclear Blast - Формат: CD, LP, DL         | 30                     | 28                     | 165                    | —                      | —                      | 78                     |                   |
| You Only Live Twice                                                                 | - Выпущен: 3 июня 2011 - Лэйбл: Nuclear Blast - Формат: CD, LP, DL             | 36                     | 26                     | —                      | 75                     | 64                     | 40                     |                   |
| Coming Home                                                                         | - Выпущен: 9 сентября 2016 - Лэйбл: Nuclear Blast - Формат: CD, LP, DL         | 40                     | 14                     | 117                    | 29                     | 23                     | 25                     |                   |
| I Am                                                                                | - Выпущен: 17 мая 2024 - Лэйбл: Nuclear Blast, Wool Music - Формат: CD, LP, DL | —                      | —                      | —                      | —                      | —                      | —                      |                   |
| "—" означает, что запись не была в чарте либо не издавалась на указанной территории |                                                                                |                        |                        |                        |                        |                        |                        |                   |

| СИНГЛЫ                                                                               | СИНГЛЫ                              | СИНГЛЫ                 | СИНГЛЫ                 | СИНГЛЫ         | СИНГЛЫ                   |
| Год                                                                                  | Название                            | Высшая позиция в чарте | Высшая позиция в чарте | Награды        | Альбом                   |
| Год                                                                                  | Название                            | Швеция                 | Финляндия              | Награды        | Альбом                   |
| ------------------------------------------------------------------------------------ | ----------------------------------- | ---------------------- | ---------------------- | -------------- | ------------------------ |
| 1999                                                                                 | End of the Line                     | 15                     | —                      | - SWE: Золотой | Rebirth                  |
| 1999                                                                                 | On and On                           | 30                     | —                      |                | Rebirth                  |
| 2000                                                                                 | Suicide Machine                     | —                      | —                      |                | Rebirth                  |
| 2001                                                                                 | Shut Your Mouth                     | 14                     | —                      |                | Nothing Remains the Same |
| 2002                                                                                 | Eleanor Rigby                       | —                      | —                      |                | Nothing Remains the Same |
| 2002                                                                                 | Just Hate Me                        | 47                     | —                      |                | Nothing Remains the Same |
| 2002                                                                                 | Eleanor Rigby 2                     | —                      | —                      |                | Nothing Remains the Same |
| 2004                                                                                 | Same Old Song                       | 18                     | 5                      |                | Dancing with the Dead    |
| 2005                                                                                 | Bye/Die                             | —                      | —                      |                | Dancing with the Dead    |
| 2005                                                                                 | Nothing                             | —                      | —                      |                | Dancing with the Dead    |
| 2008                                                                                 | I'm Going In                        | —                      | —                      |                | Cynic Paradise           |
| 2009                                                                                 | Follow Me (featuring Anette Olzon)  | —                      | —                      |                | Cynic Paradise           |
| 2011                                                                                 | Dirty Woman                         | —                      | —                      |                | You Only Live Twice      |
| 2011                                                                                 | My Angel (featuring Cécile Siméone) | —                      | —                      |                | I Am                     |
| 2016                                                                                 | Black Knight Satellite              | —                      | —                      |                | Coming Home              |
| 2021                                                                                 | Gimme Shelter                       | —                      | —                      |                | '                        |
| 2021                                                                                 | Party In My Head                    | —                      | —                      |                | I Am                     |
| 2023                                                                                 | Revolution                          | —                      | —                      |                | I Am                     |
| 2024                                                                                 | Go With The Flow                    | —                      | —                      |                | I Am                     |
| 2024                                                                                 | Push The Pusher                     | —                      | —                      |                | I Am                     |
| "—" означает, что запись не была в чарте либо не издавалась на указанной территории. |                                     |                        |                        |                |                          |

| Live Is Overrated                                                                    | - Выпущен: 7 ноября 2006 - Лэйбл: Metal Mind Productions - Формат: DVD | —  |
| We Come in Peace                                                                     | - Выпущен: November 16, 2012 - Лэйбл: Nuclear Blast - Формат: DVD      | 14 |
| "—" означает, что запись не была в чарте либо не издавалась на указанной территории. |                                                                        |    |

| КЛИПЫ | КЛИПЫ                     | КЛИПЫ                             | КЛИПЫ                    |
| Год   | Название                  | Режиссер                          | Альбом                   |
| ----- | ------------------------- | --------------------------------- | ------------------------ |
| 1999  | "End of the Line"         | —                                 | Rebirth                  |
| 1999  | "On and On"               | —                                 | Rebirth                  |
| 1999  | "Suicide Machine"         | —                                 | Rebirth                  |
| 2002  | "Shut Your Mouth"         | —                                 | Nothing Remains the Same |
| 2002  | "Just Hate Me"            | —                                 | Nothing Remains the Same |
| 2005  | "Same Old Song"           | —                                 | Dancing with the Dead    |
| 2005  | "Bye/Die"                 | Jerker Josefsson                  | Dancing with the Dead    |
| 2005  | "Nothing"                 | —                                 | Dancing with the Dead    |
| 2007  | "Zombie Slam"             | Ralf Strathmann                   | Psalms of Extinction     |
| 2008  | "Follow Me"               | —                                 | Cynic Paradise           |
| 2009  | "Monkey Business"         | Denis Goria                       | Cynic Paradise           |
| 2009  | "Have a Drink on Me"      | Denis Goria                       | Cynic Paradise           |
| 2011  | "Feed Us"                 | —                                 | Cynic Paradise           |
| 2011  | "Dirty Woman"             | —                                 | You Only Live Twice      |
| 2011  | "The Great Pretender"     | —                                 | You Only Live Twice      |
| 2016  | "A Wannabe"               | —                                 | Coming Home              |
| 2016  | "Call Me"                 | Ville Lipiäinen                   | Coming Home              |
| 2017  | "Absinthe-Phoenix Rising" | Ashley Young & Nitsan Mileikowski | Coming Home              |
| 2017  | "Coming Home"             | —                                 | Coming Home              |
| 2021  | "Gimme Shelter"           | —                                 | '                        |
| 2021  | "Party In My Head"        | Andrey Kezzyn                     | I Am                     |
| 2023  | "Revolution"              | Andrey Kezzyn                     | I Am                     |
| 2024  | "Go With The Flow"        | Andrey Kezzyn                     | I Am                     |
| 2024  | "Push The Pusher"         | Dmitry Alekseev                   | I Am                     |
| 2024  | "Don't Wake The Dead"     | Damien Dausch                     | I Am                     |

## Состав

### Текущий состав
- Петер Тэгтгрен — вокал, гитара, бас-гитара, ударные, клавишные, программирование

Концертные музыканты
- David Wallin — ударные (с 2003 по 2016)
- Greger Andersson - гитара (с 2016 по 2019)
- Jonathan Olsson - бас-гитара (с 2016 по наст. время)
- Sebastian Svalland - гитара (с 2019 по наст. время)
- Sebastian Tägtgren - ударные (с 2016 по наст. время)
- Michael Bohlin — гитара, бэк-вокал (с 2007 по 2016)
- Johan Husgafvel — бас-гитара, бэк-вокал (с 2007 по 2016)

### Бывшие участники
| Концертные музыканты - Mathias Kamijo — гитара - Andrea Odendahl — гитара - Marcus Jidell — гитара - René Sebastian — гитара - Saroth (Yngve Liljebäck) — бас-гитара - Alla Fedynitch — бас-гитара - André Skaug — бас-гитара - Horgh (Reidar Horghagen) — ударные | Сессионные музыканты - Horgh (Reidar Horghagen) — ударные (Rebirth) - Alexi Laiho — гитара (Psalms of Extinction) - Peter Iwers — бас-гитара (Psalms of Extinction) - Mikkey Dee — ударные (Psalms of Extinction) - Anette Olzon — вокал (Cynic Paradise) - Cecile Simeone — вокал («My Angel») - Йоаким Броден — вокал («Call Me») |